# Éliminatoires de la Coupe d'Asie des nations de football 2015
Les éliminatoires de la Coupe d'Asie des nations de football 2015 vont voir divers pays prendre part à la compétition pour déterminer les 11 places qualificatives pour la finale du tournoi en Australie sur la base de nouveaux systèmes de qualification fixés par la Asian Football Confederation (AFC).
Cinq équipes ne prendront pas part à ses éliminatoires : l'Australie qualifiée comme hôte ainsi que le vainqueur et le troisième du tournoi en 2011, qui sont le Japon et la Corée du Sud. La Corée du Nord a remporté l'AFC Challenge Cup 2012 et a également obtenu la qualification. L'équipe qui remportera l'AFC Challenge Cup 2014 sera elle aussi qualifiée.

## Qualifiés

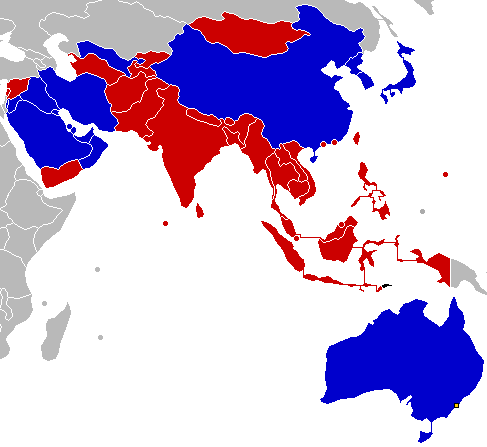
Statut en qualifications
Pays qualifié
Pays ne pouvant plus se qualifier
Pays pouvant encore se qualifier

| Pays          | Qualifié en tant que                  | Qualifié depuis le | Précédentes apparitions dans ce tournoi                                     |
| ------------- | ------------------------------------- | ------------------ | --------------------------------------------------------------------------- |
| Australie     | Pays-hôte et finaliste en 2011        | 5 janvier 2011     | 2 (2007, 2011)                                                              |
| Japon         | Tenant du titre                       | 21 janvier 2011    | 7 (1988, 1992, 1996, 2000, 2004, 2007, 2011)                                |
| Corée du Sud  | Troisième en 2011                     | 21 janvier 2011    | 12 (1956, 1960, 1964, 1972, 1980, 1984, 1988, 1996, 2000, 2004, 2007, 2011) |
| Corée du Nord | Vainqueur de l'AFC Challenge Cup 2012 | 19 mars 2012       | 3 (1980, 1992, 2011)                                                        |
| Palestine     | Vainqueur de l'AFC Challenge Cup 2014 | 30 mai 2014        | 0                                                                           |

## Les éliminatoires
Le tirage au sort s'est déroulé le 9 octobre 2012 à Melbourne.

### Les participants
| Chapeau A                            | Chapeau B                                      | Chapeau C                                     | Chapeau D                                    |
| ------------------------------------ | ---------------------------------------------- | --------------------------------------------- | -------------------------------------------- |
| Ouzbékistan Qatar Jordanie Iran Irak | Chine Bahreïn Syrie Émirats arabes unis Koweït | Arabie saoudite Oman Thaïlande Yémen Viêt Nam | Malaisie Singapour Indonésie Liban Hong Kong |

Les équipes suivantes ne participent pas à la phase qualificative classique mais peuvent se qualifier en remportant l'AFC Challenge Cup 2012 ou l'AFC Challenge Cup 2014.
| - Afghanistan - Bangladesh - Bhoutan - Brunei - Cambodge - Taipei chinois | - Guam - Inde - Kirghizistan - Laos - Macao - Maldives | - Mongolie - Birmanie - Népal - Corée du Nord - Pakistan | - Palestine - Philippines - Sri Lanka - Tadjikistan - Turkménistan |

En rose et gras, les équipes qualifiées. En rose seulement, les équipes en zone de qualification.

#### Groupe A
| Rang | Équipe    | Pts | J | G | N | P | Bp | Bc | Diff |  | Résultats (▼ dom., ► ext.) |     |     |     |     |
| ---- | --------- | --- | - | - | - | - | -- | -- | ---- |  | -------------------------- | --- | --- | --- | --- |
| 1    | Oman      | 14  | 6 | 4 | 2 | 0 | 7  | 1  | +6   |  | Oman                       |     | 0-0 | 1-0 | 2-1 |
| 2    | Jordanie  | 12  | 6 | 3 | 3 | 0 | 10 | 3  | +7   |  | Jordanie                   | 0-0 |     | 3-1 | 4-0 |
| 3    | Syrie     | 4   | 6 | 1 | 1 | 4 | 7  | 7  | 0    |  | Syrie                      | 0-1 | 1-1 |     | 4-0 |
| 4    | Singapour | 3   | 6 | 1 | 0 | 5 | 4  | 17 | -13  |  | Singapour                  | 0-2 | 1-3 | 2-1 |     |

| 6 février 2013 | Oman           | 1 - 0 | Syrie | Sultan Qaboos Sports Complex, Muscat     |                                          |
| 17:15 UTC+4    | Al-Muqbali 39e |       |       | Spectateurs : 15 252 Arbitrage : Tan Hai | Spectateurs : 15 252 Arbitrage : Tan Hai |
| 17:15 UTC+4    | Rapport        |       |       | Spectateurs : 15 252 Arbitrage : Tan Hai | Spectateurs : 15 252 Arbitrage : Tan Hai |

| 6 février 2013 | Jordanie                                            | 4 - 0 | Singapour | King Abdullah Stadium, Amman                       |                                                    |
| 17:00 UTC+3    | Abdallah Deeb 18e · Bani Attiah 52e · Hayel 55e 74e |       |           | Spectateurs : 2 004 Arbitrage : Valentin Kovalenko | Spectateurs : 2 004 Arbitrage : Valentin Kovalenko |
| 17:00 UTC+3    | Rapport                                             |       |           | Spectateurs : 2 004 Arbitrage : Valentin Kovalenko | Spectateurs : 2 004 Arbitrage : Valentin Kovalenko |

| 14 août 20131 | Singapour | 0 - 2 | Oman                    | Jalan Besar Stadium, Singapour                 |                                                |
| 19:45 UTC+8   |           |       | 15e Said · 45e Al-Farsi | Spectateurs : 5 849 Arbitrage : Masaaki Iemoto | Spectateurs : 5 849 Arbitrage : Masaaki Iemoto |
| 19:45 UTC+8   | Rapport   |       |                         | Spectateurs : 5 849 Arbitrage : Masaaki Iemoto | Spectateurs : 5 849 Arbitrage : Masaaki Iemoto |

| 15 août 20131  | Syrie        | 1 - 1 | Jordanie     | Shahid Dastgerdi Stadium, Téhéran (Iran)2      |                                                |
| 19:00 UTC+4:30 | Sahyouni 49e |       | 57e Al-Laham | Spectateurs : 200 Arbitrage : Khalil Al Ghamdi | Spectateurs : 200 Arbitrage : Khalil Al Ghamdi |
| 19:00 UTC+4:30 | Rapport      |       |              | Spectateurs : 200 Arbitrage : Khalil Al Ghamdi | Spectateurs : 200 Arbitrage : Khalil Al Ghamdi |

| 15 octobre 2013 | Singapour           | 2 - 1 | Syrie    | Jalan Besar Stadium, Singapour               |                                              |
| 19:30 UTC+8     | Amri 62e · Quak 82e |       | 89e Rafe | Spectateurs : 3 012 Arbitrage : Kim Sang-Woo | Spectateurs : 3 012 Arbitrage : Kim Sang-Woo |
| 19:30 UTC+8     | Rapport             |       |          | Spectateurs : 3 012 Arbitrage : Kim Sang-Woo | Spectateurs : 3 012 Arbitrage : Kim Sang-Woo |

| 15 octobre 2013 | Jordanie | 0 - 0 | Oman | King Abdullah Stadium, Amman                    |                                                 |
| 18:00 UTC+3     |          |       |      | Spectateurs : 6 423 Arbitrage : Nawaf Shukralla | Spectateurs : 6 423 Arbitrage : Nawaf Shukralla |
| 18:00 UTC+3     | Rapport  |       |      | Spectateurs : 6 423 Arbitrage : Nawaf Shukralla | Spectateurs : 6 423 Arbitrage : Nawaf Shukralla |

| 15 novembre 2013 | Syrie                                                | 4 - 0 | Singapour | Shahid Dastgerdi Stadium, Téhéran (Iran)2 |                                          |
| 14:00 UTC+3:30   | Malki 10e · Al Douni 83e · Jafal 86e · Al Agha 90+1e |       |           | Spectateurs : 50 Arbitrage : Minoru Tōjō  | Spectateurs : 50 Arbitrage : Minoru Tōjō |
| 14:00 UTC+3:30   | Rapport                                              |       |           | Spectateurs : 50 Arbitrage : Minoru Tōjō  | Spectateurs : 50 Arbitrage : Minoru Tōjō |

| 31 janvier 20142 | Oman    | 0 - 0 | Jordanie | Sultan Qaboos Sports Complex, Mascate |                     |
| UTC+4            |         |       |          | Spectateurs : 7 000                   | Spectateurs : 7 000 |
| UTC+4            | Rapport |       |          | Spectateurs : 7 000                   | Spectateurs : 7 000 |

| 4 février 20142 | Singapour | 1 - 3 | Jordanie | Jalan Besar Stadium, Singapour |                     |
| UTC+8           |           |       |          | Spectateurs : 2 371            | Spectateurs : 2 371 |
| UTC+8           | Rapport   |       |          | Spectateurs : 2 371            | Spectateurs : 2 371 |

| 19 novembre 2013 | Syrie   | 0 - 1 | Oman           | Shahid Dastgerdi Stadium, Téhéran (Iran)2       |                                                 |
| 14:00 UTC+3:30   |         |       | Al-Farsi 90+1e | Spectateurs : 200 Arbitrage : Abdulrahman Abdou | Spectateurs : 200 Arbitrage : Abdulrahman Abdou |
| 14:00 UTC+3:30   | Rapport |       |                | Spectateurs : 200 Arbitrage : Abdulrahman Abdou | Spectateurs : 200 Arbitrage : Abdulrahman Abdou |

| 5 mars 2014 | Jordanie | 2 - 1 | Syrie | King Abdullah Stadium, Amman |
| 17:00 UTC+3 |          |       |       |                              |
|             | Rapport  |       |       |                              |

| 5 mars 2014 | Oman    | 3 - 1 | Singapour | Sultan Qaboos Sports Complex, Mascate |
| 17:30 UTC+4 |         |       |           |                                       |
|             | Rapport |       |           |                                       |

Notes
 Note 1: Les matches Singapour - Oman et Syrie - Jordanie, originellement fixés le 22 mars 2013, ont été déplacés sur demande des fédérations de l'Oman et de la Jordanie afin que leurs équipes nationales puissent être prêtes pour les matchs de qualification pour la Coupe du monde 2014 au Brésil,.
 Note 2: Les matches Oman – Jordanie et Singapour – Jordanie, originellement fixés les 15 novembre et 19 novembre 2013, ont été déplacés au 31 janvier et 4 février 2014 respectivement en raison de la participation de la Jordanie au barrage intercontinental de Coupe du monde contre l'Uruguay les 13 et 20 novembre 2013.
 Note 3: La  Syrie joue ses matchs à domicile en Iran pour des questions de sécurité.

#### Groupe B
| Rang | Équipe    | Pts | J | G | N | P | Bp | Bc | Diff |  | Résultats (▼ dom., ► ext.) |     |     |     |     |
| ---- | --------- | --- | - | - | - | - | -- | -- | ---- |  | -------------------------- | --- | --- | --- | --- |
| 1    | Iran      | 16  | 6 | 5 | 1 | 0 | 18 | 5  | +13  |  | Iran                       |     | 3-2 | 5-0 | 2-1 |
| 2    | Koweït    | 9   | 6 | 2 | 3 | 1 | 10 | 7  | +3   |  | Koweït                     | 1-1 |     | 0-0 | 3-1 |
| 3    | Liban     | 8   | 6 | 2 | 2 | 2 | 12 | 14 | -2   |  | Liban                      | 1-4 | 1-1 |     | 5-2 |
| 4    | Thaïlande | 0   | 6 | 0 | 0 | 6 | 7  | 21 | -14  |  | Thaïlande                  | 0-3 | 1-3 | 2-5 |     |

| 6 février 2013 | Iran                                                          | 5 - 0 | Liban | Stade Azadi, Téhéran                              |                                                   |
| 15:30 UTC+3:30 | Ghoochannejhad 26e 62e · Nekounam 45+1e (pen.) 61e (pen.) 80e |       |       | Spectateurs : 19 733 Arbitrage : Yūichi Nishimura | Spectateurs : 19 733 Arbitrage : Yūichi Nishimura |
| 15:30 UTC+3:30 | Rapport                                                       |       |       | Spectateurs : 19 733 Arbitrage : Yūichi Nishimura | Spectateurs : 19 733 Arbitrage : Yūichi Nishimura |

| 6 février 2013 | Thaïlande     | 1 - 3 | Koweït                                     | Rajamangala Stadium, Bangkok                |                                             |
| 19:00 UTC+7    | Chanathip 76e |       | 25e (csc) Theeraton · 59e Fadel · 65e Aman | Spectateurs : 15 000 Arbitrage : Ryuji Sato | Spectateurs : 15 000 Arbitrage : Ryuji Sato |
| 19:00 UTC+7    | Rapport       |       |                                            | Spectateurs : 15 000 Arbitrage : Ryuji Sato | Spectateurs : 15 000 Arbitrage : Ryuji Sato |

| 22 mars 2013 | Liban                                                  | 5 - 2 | Thaïlande        | Camille Chamoun Sports City Stadium, Beyrouth |                                              |
| 17:30 UTC+2  | Chaito 6e 22e · Haidar 31e · Maatouk 72e · Onika 90+1e |       | 49e 85e Thitipan | Spectateurs : 7 000 Arbitrage : Dong-Jin Kim  | Spectateurs : 7 000 Arbitrage : Dong-Jin Kim |

| 26 mars 2013 | Koweït           | 1 - 1 | Iran        | Al-Sadaqua Walsalam Stadium, Koweït         |                                             |
| 19:35 UTC+3  | Awadh 76e (pen.) |       | 45e Shojaei | Spectateurs : 12 321 Arbitrage : Min-Hu Lee | Spectateurs : 12 321 Arbitrage : Min-Hu Lee |
| 19:35 UTC+3  | Rapport          |       |             | Spectateurs : 12 321 Arbitrage : Min-Hu Lee | Spectateurs : 12 321 Arbitrage : Min-Hu Lee |

| 15 octobre 2013 | Liban       | 1 - 1 | Koweït     | Cité sportive Camille-Chamoun, Beyrouth          |                                                  |
| 17:30 UTC+3     | Ghaddar 50e |       | 26e Nasser | Spectateurs : 15 000 Arbitrage : Ravshan Irmatov | Spectateurs : 15 000 Arbitrage : Ravshan Irmatov |
| 17:30 UTC+3     | Rapport     |       |            | Spectateurs : 15 000 Arbitrage : Ravshan Irmatov | Spectateurs : 15 000 Arbitrage : Ravshan Irmatov |

| 15 octobre 2013 | Iran                              | 2 - 1 | Thaïlande  | Stade Azadi, Téhéran                              |                                                   |
| 19:00 UTC+3:30  | Hosseini 67e · Ghoochannejhad 70e |       | 80e Dangda | Spectateurs : 17 330 Arbitrage : Abdullah Balideh | Spectateurs : 17 330 Arbitrage : Abdullah Balideh |
| 19:00 UTC+3:30  | Rapport                           |       |            | Spectateurs : 17 330 Arbitrage : Abdullah Balideh | Spectateurs : 17 330 Arbitrage : Abdullah Balideh |

| 15 novembre 2013 | Koweït  | 0 - 0 | Liban | Al Kuwait Sports Club Stadium, Koweït City        |                                                   |
| 18:35 UTC+3      |         |       |       | Spectateurs : 11 500 Arbitrage : Khalil Al Ghamdi | Spectateurs : 11 500 Arbitrage : Khalil Al Ghamdi |
| 18:35 UTC+3      | Rapport |       |       | Spectateurs : 11 500 Arbitrage : Khalil Al Ghamdi | Spectateurs : 11 500 Arbitrage : Khalil Al Ghamdi |

| 15 novembre 2013 | Thaïlande | 0 - 3 | Iran                                                 | Stade Rajamangala, Bangkok                   |                                              |
| 19:00 UTC+7      |           |       | Dejagah 28e · Ghoochannejhad 42e · Jahanbakhsh 90+5e | Spectateurs : 7 000 Arbitrage : Ben Williams | Spectateurs : 7 000 Arbitrage : Ben Williams |
| 19:00 UTC+7      | Rapport   |       |                                                      | Spectateurs : 7 000 Arbitrage : Ben Williams | Spectateurs : 7 000 Arbitrage : Ben Williams |

| 19 novembre 2013 | Liban      | 1 - 4 | Iran                                                                | Cité sportive Camille-Chamoun, Beyrouth |                                       |
| 17:30 UTC+2      | Haidar 79e |       | Sadeqi 39e · Dejagah 51e · Nekounam 55e (pen.) · Ghoochannejhad 65e | Spectateurs : 100 Arbitrage : Tan Hai   | Spectateurs : 100 Arbitrage : Tan Hai |

| 19 novembre 2013 | Koweït                            | 3 - 1 | Thaïlande   | Al Kuwait Sports Club Stadium, Koweït City         |                                                    |
| 18:35 UTC+3      | Nasser 19e 71e · Awadh 56e (pen.) |       | Mongkol 68e | Spectateurs : 5 000 Arbitrage : Valentin Kovalenko | Spectateurs : 5 000 Arbitrage : Valentin Kovalenko |
| 18:35 UTC+3      | Rapport                           |       |             | Spectateurs : 5 000 Arbitrage : Valentin Kovalenko | Spectateurs : 5 000 Arbitrage : Valentin Kovalenko |

| 5 mars 2014 | Iran                                                | 3 - 2 | Koweït                        | Stade Enghelab (en) Karaj                               |                                                         |
| 19:00 UTC+3 | Karimi (en) 2e · Fadel 61e (csc) · Ansarifard 90+1e |       | Ali 18e · Al-Rashidi (en) 89e | Spectateurs : 7 000 Arbitrage : Dmitriy Mashentsev (ru) | Spectateurs : 7 000 Arbitrage : Dmitriy Mashentsev (ru) |

| 5 mars 2014 | Thaïlande | 2 - 5 | Liban | Stade Rajamangala, Bangkok |
| 19:00 UTC+7 |           |       |       |                            |

#### Groupe C
| Rang | Équipe          | Pts | J | G | N | P | Bp | Bc | Diff |  | Résultats (▼ dom., ► ext.) |     |     |     |     |
| ---- | --------------- | --- | - | - | - | - | -- | -- | ---- |  | -------------------------- | --- | --- | --- | --- |
| 1    | Arabie saoudite | 16  | 6 | 5 | 1 | 0 | 9  | 3  | +6   |  | Arabie saoudite            |     | 2-1 | 2-1 | 1-0 |
| 2    | Irak            | 9   | 6 | 3 | 0 | 3 | 7  | 6  | +1   |  | Irak                       | 0-2 |     | 3-1 | 1-0 |
| 3    | Chine           | 8   | 6 | 2 | 2 | 2 | 5  | 6  | -1   |  | Chine                      | 0-0 | 1-0 |     | 1-0 |
| 4    | Indonésie       | 1   | 6 | 0 | 1 | 5 | 2  | 8  | -6   |  | Indonésie                  | 1-2 | 0-2 | 1-1 |     |

| 6 février 2013 | Irak               | 1 - 0 | Indonésie | Al-Rashid Stadium, Dubaï (Émirats arabes unis)3 |                                             |
| 17:30 UTC+4    | Younis Mahmoud 66e |       |           | Spectateurs : 3 600 Arbitrage : Minoru Tōjō     | Spectateurs : 3 600 Arbitrage : Minoru Tōjō |
| 17:30 UTC+4    | Rapport            |       |           | Spectateurs : 3 600 Arbitrage : Minoru Tōjō     | Spectateurs : 3 600 Arbitrage : Minoru Tōjō |

| 6 février 2013 | Arabie saoudite              | 2 - 1 | Chine         | Prince Mohamed bin Fahd Stadium, Dammam          |                                                  |
| 20:15 UTC+3    | Al-Muwallad 23e · Hazazi 77e |       | 29e Zhao Xuri | Spectateurs : 20 000 Arbitrage : Ravshan Irmatov | Spectateurs : 20 000 Arbitrage : Ravshan Irmatov |
| 20:15 UTC+3    | Rapport                      |       |               | Spectateurs : 20 000 Arbitrage : Ravshan Irmatov | Spectateurs : 20 000 Arbitrage : Ravshan Irmatov |

| 22 mars 2013 | Chine          | 1 - 0 | Irak | Helong Stadium, Changsha                      |                                               |
| 19:35 UTC+8  | Yu Dabao 90+3e |       |      | Spectateurs : 31 621 Arbitrage : Ben Williams | Spectateurs : 31 621 Arbitrage : Ben Williams |
| 19:35 UTC+8  | Rapport        |       |      | Spectateurs : 31 621 Arbitrage : Ben Williams | Spectateurs : 31 621 Arbitrage : Ben Williams |

| 23 mars 2013 | Indonésie | 1 - 2 | Arabie saoudite  | Gelora Bung Karno Stadium, Jakarta              |                                                 |
| 19:00 UTC+7  | Boaz 5e   |       | 14e 55e Al-Salem | Spectateurs : 75 000 Arbitrage : Jong-Hyeok Kim | Spectateurs : 75 000 Arbitrage : Jong-Hyeok Kim |
| 19:00 UTC+7  | Rapport   |       |                  | Spectateurs : 75 000 Arbitrage : Jong-Hyeok Kim | Spectateurs : 75 000 Arbitrage : Jong-Hyeok Kim |

| 15 octobre 2013 | Indonésie | 1 - 1 | Chine     | Stade Gelora Bung Karno, Jakarta                       |                                                        |
| 19:00 UTC+7     | Boaz 68e  |       | 36e Wu Xi | Spectateurs : 500 Arbitrage : Abdul Malik Abdul Bashir | Spectateurs : 500 Arbitrage : Abdul Malik Abdul Bashir |
| 19:00 UTC+7     | Rapport   |       |           | Spectateurs : 500 Arbitrage : Abdul Malik Abdul Bashir | Spectateurs : 500 Arbitrage : Abdul Malik Abdul Bashir |

| 15 octobre 2013 | Irak    | 0 - 2 | Arabie saoudite               | Stade international d'Amman, Amman (Émirats arabes unis)3 |                                |
| 19:30 UTC+3     |         |       | 34e Hawsawi · 78e Al-Shamrani | Arbitrage : Abdullah Al Hilali                            | Arbitrage : Abdullah Al Hilali |
| 19:30 UTC+3     | Rapport |       |                               | Arbitrage : Abdullah Al Hilali                            | Arbitrage : Abdullah Al Hilali |

| 15 novembre 2013 | Chine        | 1 - 0 | Indonésie | Shaanxi Province Stadium, Xi'an              |                                              |
| UTC+8            | Wu Lei 45+1e |       |           | Spectateurs : 33 217 Arbitrage : Peter Green | Spectateurs : 33 217 Arbitrage : Peter Green |
| UTC+8            | Rapport      |       |           | Spectateurs : 33 217 Arbitrage : Peter Green | Spectateurs : 33 217 Arbitrage : Peter Green |

| 15 novembre 2013 | Arabie saoudite                 | 2 - 1 | Irak          | Prince Mohamed bin Fahd Stadium, Dammam       |                                               |
| 19:30 UTC+3      | Al-Jassim 18e · Al-Shamrani 60e |       | Mahmoud 45+1e | Spectateurs : 21 600 Arbitrage : Masaaki Toma | Spectateurs : 21 600 Arbitrage : Masaaki Toma |
| 19:30 UTC+3      | Rapport                         |       |               | Spectateurs : 21 600 Arbitrage : Masaaki Toma | Spectateurs : 21 600 Arbitrage : Masaaki Toma |

| 19 novembre 2013 | Indonésie | 0 - 2 | Irak                          | Stade Gelora Bung Karno, Jakarta              |                                               |
| UTC+7            |           |       | Ahmad 27e · Jassim 32e (pen.) | Spectateurs : 300 Arbitrage : Ravshan Irmatov | Spectateurs : 300 Arbitrage : Ravshan Irmatov |
| UTC+7            | Rapport   |       |                               | Spectateurs : 300 Arbitrage : Ravshan Irmatov | Spectateurs : 300 Arbitrage : Ravshan Irmatov |

| 19 novembre 2013 | Chine   | 0 - 0 | Arabie saoudite | Shaanxi Province Stadium, Xi'an               |                                               |
| UTC+8            |         |       |                 | Spectateurs : 36 016 Arbitrage : Kim Dong-Jin | Spectateurs : 36 016 Arbitrage : Kim Dong-Jin |
| UTC+8            | Rapport |       |                 | Spectateurs : 36 016 Arbitrage : Kim Dong-Jin | Spectateurs : 36 016 Arbitrage : Kim Dong-Jin |

| 5 mars 2014 | Irak    | 3 - 1 | Chine | Al-Rashid Stadium, Dubaï (Émirats arabes unis)3 |
| 19:30 UTC+4 |         |       |       |                                                 |
|             | Rapport |       |       |                                                 |

| 5 mars 2014 | Arabie saoudite | 1 - 0 | Indonésie | Stade du Prince Abdullah Al-Faisal, Djeddah |
| 20:30 UTC+3 |                 |       |           |                                             |
|             | Rapport         |       |           |                                             |

Notes
- Note 3: L' Irak joue ses matchs à domicile aux Émirats arabes unis pour des questions de sécurité[5]

#### Groupe D
| Rang | Équipe   | Pts | J | G | N | P | Bp | Bc | Diff |  | Résultats (▼ dom., ► ext.) |     |     |     |     |
| ---- | -------- | --- | - | - | - | - | -- | -- | ---- |  | -------------------------- | --- | --- | --- | --- |
| 1    | Bahreïn  | 14  | 6 | 4 | 2 | 0 | 7  | 1  | +6   |  | Bahreïn                    |     | 1-0 | 1-0 | 2-0 |
| 2    | Qatar    | 13  | 6 | 4 | 1 | 1 | 13 | 2  | +11  |  | Qatar                      | 0-0 |     | 2-0 | 6-0 |
| 3    | Malaisie | 7   | 6 | 2 | 1 | 3 | 5  | 7  | -2   |  | Malaisie                   | 1-1 | 0-1 |     | 2-1 |
| 4    | Yémen    | 0   | 6 | 0 | 0 | 5 | 3  | 18 | -15  |  | Yémen                      | 0-2 | 1-4 | 1-2 |     |

| 6 février 2013 | Yémen   | 0 - 2 | Bahreïn                 | Stade de Sharjah, Sharjah (Émirats arabes unis)4 |                                                |
| 19:15 UTC+4    |         |       | 49e Aaish · 85e Al Amer | Spectateurs : 450 Arbitrage : Khalil Al Ghamdi   | Spectateurs : 450 Arbitrage : Khalil Al Ghamdi |
| 19:15 UTC+4    | Rapport |       |                         | Spectateurs : 450 Arbitrage : Khalil Al Ghamdi   | Spectateurs : 450 Arbitrage : Khalil Al Ghamdi |

| 6 février 2013 | Qatar                     | 2 - 0 | Malaisie | Stade Jassim Bin Hamad, Doha                    |                                                 |
| 18:30 UTC+3    | Ibrahim 55e · Ahmed 90+3e |       |          | Spectateurs : 7 320 Arbitrage : Alireza Faghani | Spectateurs : 7 320 Arbitrage : Alireza Faghani |
| 18:30 UTC+3    | Rapport                   |       |          | Spectateurs : 7 320 Arbitrage : Alireza Faghani | Spectateurs : 7 320 Arbitrage : Alireza Faghani |

| 22 mars 2013 | Malaisie                            | 2 - 1 | Yémen        | Shah Alam Stadium, Shah Alam                 |                                              |
| 20:45 UTC+8  | Azamuddin 27e · Khyril Muhymeen 80e |       | 12e Al Hagri | Spectateurs : 80 000 Arbitrage : Peter Green | Spectateurs : 80 000 Arbitrage : Peter Green |
| 20:45 UTC+8  | Rapport                             |       |              | Spectateurs : 80 000 Arbitrage : Peter Green | Spectateurs : 80 000 Arbitrage : Peter Green |

| 22 mars 2013 | Bahreïn   | 1 - 0 | Qatar | Stade national de Bahreïn, Riffa                   |                                                    |
| 18:45 UTC+3  | Aaish 20e |       |       | Spectateurs : 1 950 Arbitrage : Abdullah Al Hilali | Spectateurs : 1 950 Arbitrage : Abdullah Al Hilali |
| 18:45 UTC+3  | Rapport   |       |       | Spectateurs : 1 950 Arbitrage : Abdullah Al Hilali | Spectateurs : 1 950 Arbitrage : Abdullah Al Hilali |

| 15 octobre 2013 | Malaisie       | 1 - 1 | Bahreïn     | Shah Alam Stadium, Shah Alam |                        |
| 20:45 UTC+8     | Norshahrul 71e |       | 45+1e Saleh | Arbitrage : Ryuji Sato       | Arbitrage : Ryuji Sato |
| 20:45 UTC+8     | Rapport        |       |             | Arbitrage : Ryuji Sato       | Arbitrage : Ryuji Sato |

| 13 octobre 2013 | Qatar                                                                 | 6 - 0 | Yémen | Al Gharafa Stadium, Doha                            |                                                     |
| 19:30 UTC+3     | Ibrahim 4e (pen.) 61e 76e · Al Haidos 24e · Quintana 70e · Afif 90+1e |       |       | Spectateurs : 11 920 Arbitrage : Valentin Kovalenko | Spectateurs : 11 920 Arbitrage : Valentin Kovalenko |
| 19:30 UTC+3     | Rapport                                                               |       |       | Spectateurs : 11 920 Arbitrage : Valentin Kovalenko | Spectateurs : 11 920 Arbitrage : Valentin Kovalenko |

| 15 novembre 2013 | Bahreïn         | 1 - 0 | Malaisie | Stade national de Bahreïn, Riffa             |                                              |
| 17:45 UTC+3      | Abdul-Latif 72e |       |          | Spectateurs : 2 000 Arbitrage : Mohsen Torky | Spectateurs : 2 000 Arbitrage : Mohsen Torky |
| 17:45 UTC+3      | Rapport         |       |          | Spectateurs : 2 000 Arbitrage : Mohsen Torky | Spectateurs : 2 000 Arbitrage : Mohsen Torky |

| 15 novembre 2013 | Yémen       | 1 - 4 | Qatar                                                | Stade international Sheikh Khalifa, Al Ain (Émirats arabes unis)4 |                                              |
| 16:00 UTC+4      | Al-Sasi 26e |       | Quintana 3e · Hassan 32e · Kasola 54e · El-Sayed 68e | Spectateurs : 350 Arbitrage : Marai Al-awaji                      | Spectateurs : 350 Arbitrage : Marai Al-awaji |
| 16:00 UTC+4      | Rapport     |       |                                                      | Spectateurs : 350 Arbitrage : Marai Al-awaji                      | Spectateurs : 350 Arbitrage : Marai Al-awaji |

| 19 novembre 2013 | Malaisie | 0 - 1 | Qatar      | Shah Alam Stadium, Shah Alam                 |                                              |
| 20:45 UTC+8      |          |       | Al-Ali 65e | Spectateurs : 4 079 Arbitrage : Kim Sang-Woo | Spectateurs : 4 079 Arbitrage : Kim Sang-Woo |
| 20:45 UTC+8      | Rapport  |       |            | Spectateurs : 4 079 Arbitrage : Kim Sang-Woo | Spectateurs : 4 079 Arbitrage : Kim Sang-Woo |

| 19 novembre 2013 | Bahreïn                | 2 - 0 | Yémen | Stade national de Bahreïn, Riffa               |                                                |
| 17:45 UTC+3      | Salmeen 8e · Aaish 88e |       |       | Spectateurs : 600 Arbitrage : Yūichi Nishimura | Spectateurs : 600 Arbitrage : Yūichi Nishimura |
| 17:45 UTC+3      | Rapport                |       |       | Spectateurs : 600 Arbitrage : Yūichi Nishimura | Spectateurs : 600 Arbitrage : Yūichi Nishimura |

| 5 mars 2014 | Yémen   | 1 - 2 | Malaisie | Stade international Sheikh Khalifa, Al Ain (Émirats arabes unis)4 |                   |
| 18h00 UTC+3 |         |       |          | Spectateurs : 311                                                 | Spectateurs : 311 |
| 18h00 UTC+3 | Rapport |       |          | Spectateurs : 311                                                 | Spectateurs : 311 |

| 5 mars 2014 | Qatar   | 0 - 0 | Bahreïn | Stade Jassim Bin Hamad, Doha |                      |
| 18:45 UTC+3 |         |       |         | Spectateurs : 12 878         | Spectateurs : 12 878 |
| 18:45 UTC+3 | Rapport |       |         | Spectateurs : 12 878         | Spectateurs : 12 878 |

Notes
- Note 4: Le  Yémen joue ses matchs à domicile aux Émirats arabes unis pour des questions de sécurité.

#### Groupe E
| Rang | Équipe              | Pts | J | G | N | P | Bp | Bc | Diff |  | Résultats (▼ dom., ► ext.) |     |     |     |     |
| ---- | ------------------- | --- | - | - | - | - | -- | -- | ---- |  | -------------------------- | --- | --- | --- | --- |
| 1    | Émirats arabes unis | 16  | 6 | 5 | 1 | 0 | 18 | 3  | +15  |  | Émirats arabes unis        |     | 2-1 | 4-0 | 5-0 |
| 2    | Ouzbékistan         | 11  | 6 | 3 | 2 | 1 | 10 | 4  | +6   |  | Ouzbékistan                | 1-1 |     | 0-0 | 3-1 |
| 3    | Hong Kong           | 4   | 6 | 1 | 1 | 4 | 2  | 13 | -11  |  | Hong Kong                  | 0-4 | 0-2 |     | 1-0 |
| 4    | Viêt Nam            | 3   | 6 | 1 | 0 | 5 | 5  | 15 | -10  |  | Viêt Nam                   | 1-2 | 0-3 | 3-1 |     |

| 6 février 2013 | Ouzbékistan | 0 - 0 | Hong Kong                     | Pakhtakor Markaziy Stadium, Tachkent           |                                                |
| 16:00 UTC+5    |             |       | 60e Yapp · 58e Yee · 90+1e He | Spectateurs : 16 287 Arbitrage : Ali Abdulnabi | Spectateurs : 16 287 Arbitrage : Ali Abdulnabi |
| 16:00 UTC+5    | Rapport     |       |                               | Spectateurs : 16 287 Arbitrage : Ali Abdulnabi | Spectateurs : 16 287 Arbitrage : Ali Abdulnabi |

| 6 février 2013 | Viêt Nam             | 1 - 2 | Émirats arabes unis                         | My Dinh National Stadium, Hanoï                  |                                                  |
| 18:00 UTC+7    | Huynh 59e · Pham 84e |       | 6e (pen.) Khalil · 28e Ismaeel · 67e Fardan | Spectateurs : 7 200 Arbitrage : Strebre Delovski | Spectateurs : 7 200 Arbitrage : Strebre Delovski |
| 18:00 UTC+7    | Rapport              |       |                                             | Spectateurs : 7 200 Arbitrage : Strebre Delovski | Spectateurs : 7 200 Arbitrage : Strebre Delovski |

| 22 mars 2013 | Hong Kong       | 1 - 0 | Viêt Nam | Mong Kok Stadium, Hong Kong                       |                                                   |
| 20:00 UTC+8  | Chan Wai Ho 87e |       |          | Spectateurs : 6 639 Arbitrage : Abdulrahman Abdou | Spectateurs : 6 639 Arbitrage : Abdulrahman Abdou |
| 20:00 UTC+8  | Rapport         |       |          | Spectateurs : 6 639 Arbitrage : Abdulrahman Abdou | Spectateurs : 6 639 Arbitrage : Abdulrahman Abdou |

| 22 mars 2013 | Émirats arabes unis       | 2 - 1 | Ouzbékistan | Mohammed Bin Zayed Stadium, Abou Dabi    |                                          |
| 17:45 UTC+4  | Khalil 58e · Mabkhout 61e |       | 16e Gadoev  | Spectateurs : 21 357 Arbitrage : Tan Hai | Spectateurs : 21 357 Arbitrage : Tan Hai |
| 17:45 UTC+4  | Rapport                   |       |             | Spectateurs : 21 357 Arbitrage : Tan Hai | Spectateurs : 21 357 Arbitrage : Tan Hai |

| 15 octobre 2013 | Hong Kong | 0 - 4 | Émirats arabes unis                | Hong Kong Stadium, Hong Kong |                            |
| 20:00 UTC+8     |           |       | 30e 55e 90e Mabkhout · 90+5e Abbas | Arbitrage : Kim Jong-Hyeok   | Arbitrage : Kim Jong-Hyeok |
| 20:00 UTC+8     | Rapport   |       |                                    | Arbitrage : Kim Jong-Hyeok   | Arbitrage : Kim Jong-Hyeok |

| 15 octobre 2013 | Ouzbékistan                                          | 3 - 1 | Viêt Nam        | Stade Pakhtakor Markaziy, Tachkent           |                                              |
| 18:00 UTC+5     | Rashidov 69e · Âu Văn Hoàn 74e (csc) · Sergeev 90+1e |       | 78e Trọng Hoàng | Spectateurs : 5 675 Arbitrage : Mohsen Torky | Spectateurs : 5 675 Arbitrage : Mohsen Torky |
| 18:00 UTC+5     | Rapport                                              |       |                 | Spectateurs : 5 675 Arbitrage : Mohsen Torky | Spectateurs : 5 675 Arbitrage : Mohsen Torky |

| 15 novembre 2013 | Émirats arabes unis                                      | 4 - 0 | Hong Kong | Stade Mohammed-Bin-Zayed, Abou Dabi              |                                                  |
| 19:30 UTC+4      | Saleh 27e · Abbas 40e · Abdulrahman 80e · Al-Hammadi 88e |       |           | Spectateurs : 10 871 Arbitrage : Alireza Faghani | Spectateurs : 10 871 Arbitrage : Alireza Faghani |
| 19:30 UTC+4      | Rapport                                                  |       |           | Spectateurs : 10 871 Arbitrage : Alireza Faghani | Spectateurs : 10 871 Arbitrage : Alireza Faghani |

| 15 novembre 2013 | Viêt Nam | 0 - 3 | Ouzbékistan                              | Stade national My Dinh, Hanoï                  |                                                |
| UTC+7            |          |       | Shodiev 40e · Sergeev 46e · Rashidov 89e | Spectateurs : 9 000 Arbitrage : Kim Jong-Hyeok | Spectateurs : 9 000 Arbitrage : Kim Jong-Hyeok |
| UTC+7            | Rapport  |       |                                          | Spectateurs : 9 000 Arbitrage : Kim Jong-Hyeok | Spectateurs : 9 000 Arbitrage : Kim Jong-Hyeok |

| 19 novembre 2013 | Hong Kong | 0 - 2 | Ouzbékistan               | Hong Kong Stadium, Hong Kong                    |                                                 |
| 20:00 UTC+8      |           |       | Shodiev 84e · Ahmedov 89e | Spectateurs : 5 679 Arbitrage : Nawaf Shukralla | Spectateurs : 5 679 Arbitrage : Nawaf Shukralla |
| 20:00 UTC+8      | Rapport   |       |                           | Spectateurs : 5 679 Arbitrage : Nawaf Shukralla | Spectateurs : 5 679 Arbitrage : Nawaf Shukralla |

| 19 novembre 2013 | Émirats arabes unis                                              | 5 - 0 | Viêt Nam | Stade Mohammed-Bin-Zayed, Abou Dabi        |                                            |
| 19:30 UTC+4      | Abbas 19e · Matar 25e · Mabkhout 31e · Fardan 37e · Khalil 90+2e |       |          | Spectateurs : 9 674 Arbitrage : Ryuji Sato | Spectateurs : 9 674 Arbitrage : Ryuji Sato |
| 19:30 UTC+4      | Rapport                                                          |       |          | Spectateurs : 9 674 Arbitrage : Ryuji Sato | Spectateurs : 9 674 Arbitrage : Ryuji Sato |

| 5 mars 2014 | Ouzbékistan | 1 - 1 | Émirats arabes unis | Stade Pakhtakor Markaziy, Tachkent |
| 18:00 UTC+5 |             |       |                     |                                    |
|             | Rapport     |       |                     |                                    |

| 5 mars 2014 | Viêt Nam | 3 - 1 | Hong Kong | Stade national My Dinh, Hanoï |
| UTC+7       |          |       |           |                               |
|             | Rapport  |       |           |                               |

### Meilleur troisième
| Groupe | Équipe    | J | G | N | P | Bp | Bc | Diff | Pts |
| ------ | --------- | - | - | - | - | -- | -- | ---- | --- |
| C      | Chine     | 6 | 2 | 2 | 2 | 5  | 6  | -1   | 8   |
| B      | Liban     | 6 | 2 | 2 | 2 | 12 | 14 | -2   | 8   |
| D      | Malaisie  | 6 | 2 | 1 | 3 | 5  | 7  | -2   | 7   |
| A      | Syrie     | 6 | 1 | 1 | 4 | 7  | 7  | 0    | 4   |
| E      | Hong Kong | 6 | 1 | 1 | 4 | 2  | 13 | -11  | 4   |